# Alfredo Palacio
Luis Alfredo Palacio González (Guayaquil, 22 januari 1939 – aldaar, 22 mei 2025) was een Ecuadoraans politicus. Van 20 april 2005 tot 15 januari 2007 was hij president van Ecuador.

## Voor zijn presidentschap
Alfredo Palacio studeerde geneeskunde en specialiseerde zich in de cardiologie. Zijn opleiding volgde hij in zijn geboorteplaats Guayaquil, en in de Amerikaanse steden Cleveland en Saint Louis. Vervolgens werd hij in Guayaquil universitair docent in de cardiologie. In 1980 richtte Palacio het nationaal instituut voor de cardiologie op (INCAP: Instituto Nacional de Cardiología Alfredo Palacio), en hij werd er de directeur van.
Van 1994 tot 1996 was Palacio minister van volksgezondheid, onder president Sixto Durán-Ballén. Ecuador had te kampen met epidemieën van onder andere cholera en waterpokken, en Palacio zette zich in om de financiën te krijgen om deze ziekten te bestrijden.

## Presidentschap en later leven
In 2002 werd Palacio gekozen tot running mate van Lucio Gutiérrez. Toen Gutiérrez president werd, kreeg Palacio de functie van vicepresident. Palacio zelf heeft echter altijd verklaard dat hij geen politicus is, aangezien hij geen enkele politieke partij aanhangt. Hij stelde zich steeds onafhankelijk op en de goede relatie tussen Gutiérrez en Palacio duurde niet erg lang. Als vicepresident leverde Palacio vaak kritiek op de regering-Gutiérrez. Palacio meende dat er meer aandacht moest zijn voor een sociaal beleid. Het kwam zo ver dat Palacio weigerde om nog met president Gutiérrez te vergaderen zolang er geen discussie zou worden gevoerd over het sociale beleid en over de uitvoering van de verkiezingsbeloftes uit 2002. Hij beschuldigde de president van dictatoriale neigingen. Al lang voordat er sprake was van een afzetting van de president werd Palacio genoemd als mogelijk alternatief voor Gutiérrez.
Op 20 april 2005 stemde het parlement de president weg, en de vicepresident volgde hem op. Hij bracht het land tot rust en verzoende de regering met de rechterlijke macht. Maar toen hij in april 2006 een vrijhandelsovereenkomst wilde sluiten met de VS, kwamen de indianen in de landprovincies in opstand. Palacio moest in vijf provincies de noodtoestand uitroepen. Bij de verkiezingen van oktober 2006 won opnieuw een linkse kandidaat. Op 15 januari 2007 droeg Palacio de macht over aan Rafael Correa.
Palacio overleed op 22 mei 2025 op 86-jarige leeftijd.